# 古川益三
古川 益三（ふるかわ ますぞう、1950年10月21日 - ）は、滋賀県出身の日本の漫画家、実業家。株式会社まんだらけ取締役会長。
『ガロ』等で活躍した漫画家で、安部慎一、鈴木翁二と並び、「ガロ三羽烏」や「一二三トリオ」と称される漫画家の一人。ライフワークは精神世界求道で、宇宙と人間誕生の謎の解明による地球と宇宙の救済。「宇宙全史」ワーク、ミッション展開中。趣味はトライアスロン。同じく漫画家である松本零士と親交が深い。

## 略歴
- 中学時代、石森章太郎の『マンガ家入門』に感化されて漫画を描き始める。
- 1968年5月、滋賀県立長浜北高等学校2年時に「登場人物のいない漫画」が雑誌『COM』の「青春・実験まんがコース」佳作に入選。卒業後、漫画家を目指して上京。
- 1969年、雑誌『ガロ』に「野風呂」を発表し、漫画家としてデビュー。
- 1970年7月、水木プロダクションのアシスタントとなり、ガロに「紫の伝説」などを不定期に発表。
- 漫画だけでは食べていけず、様々なアルバイトを経験する。
- 1979年、漫画専門の貸本屋「憂都離夜」（ゆとりや）のアルバイトを経て、同オーナーと共同で漫画古書店「憂都離夜」を開店。
- 1980年、「憂都離夜」オーナーの引退に伴い、中野ブロードウェイ2階に「まんだらけ」を開店。
- 1987年2月20日、株式会社まんだらけを設立。取締役就任。
- 1987年、漫画雑誌『コミックモーニング』に「D9 RECORD」を発表するも担当編集から何の連絡もないまま連載終了。
- 1990年11月、初代社長の死去に伴い、まんだらけ代表取締役社長に就任。
- 1993年、『まんだらけ漫画目録』に、描きためてあった「D9 RECORD」を加筆・修正して発表。
- 1997年4月、ロサンゼルスに現地法人「Mandarake USA Inc.」を設立。
- 2000年7月26日、株式会社まんだらけを東京証券取引所マザーズに上場。
- 2020年12月18日、代表権のないまんだらけ取締役会長に就任。[1]

## エピソード
- 『ガロ』に漫画を発表していた頃は、安部慎一や鈴木翁二と共に「一二三トリオ」または「三羽ガラス」と呼ばれていた。
- まんだらけ創業当初、自動車で全国の古い貸本屋の倉庫などを回り、大量に漫画を買いまくったという。また、マニアの間でも現存が疑われていた足塚不二雄の『UTOPIA 最後の世界大戦』を発掘し、店頭で100万円という値段を付けた。後に同書を「100万円で買います」と広告を出して話題になった。
- 超能力や心霊現象などに並々ならぬ興味を持っていて、友人が精神世界専門古書店「大予言」を中野ブロードウェイ4階に開店させる際に協力した。
- オウム真理教の前身に当たるオウム神仙の会（1986年4月-1987年8月）に一時期だけ所属していたが、すぐに信用できないとして麻原彰晃と喧嘩して脱会したと語っている。
- 手塚治虫の『新宝島』の初版単行本（ほぼ新本状態の物）に500万円の値を付けて金庫に保管している。
- 虚空蔵55のペンネームは、まんだらけ刊の『レムリア・ルネッサンス』スピリチュアルメッセージシリーズの『高橋信次の再復活』など一部で対話者として登場している。
- 1988年にTBSテレビ「痛快なりゆき番組 風雲!たけし城」の攻撃軍（一般参加者）に出場している。
- 『人類アカシャ全史』は、と学会の山本弘会長によってトンデモ本認定されている。『トンデモ本の世界V（楽工社）』を参照。
- 『開運!なんでも鑑定団』に鑑定士として出演していた時期がある。当時の司会である島田紳助からは「鑑定団一のあやしい人物」と評されている。

## 漫画作品集
- 淡紫抄 古川益三作品集（幻燈社、1972年）
- 紫の伝説（青林堂、1981年10月）-『ガロ』連載作品。
- ある童話のための習作（銀音夢書房、1986年）- 限定500部

印税代わりに貰った新本がまんだらけ倉庫で1箱見つかり店舗で販売されたというエピソードがある。
- 邪尼曼陀羅（青林堂、1987年7月）
- 「D9 RECORD」- 講談社『コミックモーニング』のオール・カラー・コミックシリーズとして連載。1987年38号〜42号

後年に『まんだらけ漫画目録』4号から8号、『まんだらけ』9号に掲載、各・まんだらけ発行。続編をコミックマーケットで自費出版で販売。
- 草原電鉄（北冬書房、2001年3月）-『夜行』に掲載された作品を主とした短編集。

## 著書
- あなたのマンガ高く買います：古川益三とまんだらけ鑑定団（まんだらけ出版部）1995年4月
- まんだらけ風雲録 -幻のマンガを求めて-（太田出版）
- 第３次世界大戦、始まる！：    ゲリー・ボーネル／古川 益三    （ヴォイス：2001年11月）
- 人類アカシャ全史 -アカシックレコードから読み解く人類の起源と歴史、そして驚愕の近未来-：ゲリー ボーネル（訳：大野百合子）／古川 益三（ヴォイス：2002年2月）
- 宇宙全史〈1〉地球全史篇 / みわ 虚空蔵55 (まんだらけ出版：2007年5月)
- 宇宙全史 質疑応答1 / みわ 虚空蔵55 (まんだらけ出版：2009年9月)
- 宇宙全史 質疑応答2 / みわ 虚空蔵55 (まんだらけ出版：2010年3月)

## 漫画作品年表
1968年
- 登場人物のいない漫画（COM、5月号）

1969年
- 野風呂（ガロ、7月号）
- 屋根裏の神様（少年ジャンプ、7月30日増刊）

1970年
- 紫の伝説  一の章  全3回（ガロ、2～4月号）
- アモンの設計図（少年ジャンプ、6月10日増刊）
- 紫の伝説  二の章その1～5（ガロ、6～12月号）

1971年
- 紫の伝説  二の章その6～11（ガロ、1～6月号）
- 紫の伝説  三の章その1～5（ガロ、7～12月号）

1972年
- 紫の伝説  三の章その6～10（ガロ、1～6月号）
- 闇百蓮（夜行1、4月25日発行）
- 野いちごの墓 (漫画フレッシュ、5月号)
- 緑湖 (漫画フレッシュ、7月号)
- 九月一日風渺々として（ガロ、10月号）
- 紫の伝説  四の章その1（ガロ、12月号）

1973年
- 青春風土記  全9回（NOWコミック、1～9月号）
- 紫の伝説  五の章その1～3（ガロ、2～4月号）
- 草原電鉄（夜行3、4月9日発行）
- 紫の伝説  四の章その2～5（ガロ、6,8～10月号）
- 丹海部落開拓史（夜行4、11月1日発行）
- 紫の伝説  六の章（ガロ、12月号）

1974年
- 紫の伝説  六の章（ガロ、1月号）
- 彷徨（夜行5、4月15日発行）
- 水界（ガロ、7月号）
- ASUKA（ヤングコミック、8月8日増刊）
- いく (ヤングコミック、10月22日増刊)
- イメージSTATION  1～3（ガロ、10～12月号）

1975年
- イメージSTATION  4（ガロ、1月号）
- ある童話のための習作（ガロ、2月号）
- ・・・・・・・・・（ガロ、4月号）

1976年
- 原始海岸 1～3（ガロ、4～6月号）

1978年
- 人生は奇跡よ（夜行7）
- 汎宇宙風土記（Peke、9月号)
- 汎宇宙風土記抄（Peke、11月号）
- 内宇宙の旅人（Peke、12月号）

1979年
- ラスト・メッセージ（夜行8、5月29日発行）
- 紫の伝説  終章その1～8（ガロ、5～12月号）

1980年
- 紫の伝説  終章その9～12（ガロ、1～5月号）
- 時空草（夜行9、4月5日発行）
- 川の中（ガロ、8月号）
- 無羅無羅（ガロ、9月号）
- お茶（ガロ、10月号）
- 空（ガロ、11月号）
- 張り手（ぱふ、11月号）
- 忘れ物（ガロ、12月号）

1981年
- 釣り（ガロ、1月号）
- 鐘の音（ガロ、2･3月号）
- いつまでたってもタイムマシンができない原因に関する報告書（漫画の手帖3号）
- 術の値（ガロ、4月号）
- みのむし（ガロ、5月号）
- セオの関（まんがゴールデンスーパーデラックス、第4号）
- 邪尼曼陀羅 1～6（ガロ、6～12月号）

1982年
- 邪尼曼陀羅 7～8（ガロ、1～3月号）
- えんげきょう（ガロ、4月号）
- 不安銅羅の・・・（ガロ、5月号）

1988年
- D9 RECORD  第1～5話（未完）（コミックモーニング、38～42号）
- せっしゃの修行日記　(ガロ、4・6月号)

1993～95年
- D9 RECORD 及び D9 READING  数話（まんだらけ漫画目録4～8号、まんだらけ9）

2002年
- 御舟祭（同人誌）※D9 RECORD未発表分も併録